# Hypsiboas diabolicus
Espèce
Hypsiboas diabolicus est une espèce d'amphibiens de la famille des Hylidae.

## Répartition
Cette espèce se rencontre en Guyane et au Brésil en Amapá.

## Description
Les mâles mesurent de 38,5 à 48,0 mm et les femelles de 55,9 à 56,7 mm.

## Publication originale
- Fouquet, Martinez, Zeidler, Courtois, Gaucher, Blanc, Lima, Souza, Rodrigues & Kok, 2016 : Cryptic diversity in the Hypsiboas semilineatus species group (Amphibia, Anura) with the description of a new species from the eastern Guiana Shield. Zootaxa, no 4084(1), p. 79–104.